# Eesti Karikas 2007-2008
La Coppa d'Estonia 2007-2008 (in estone Eesti Karikas) è stata la 16ª edizione del torneo dopo l'indipendenza dell'Estonia. Il Flora Tallinn ha vinto il trofeo per la terza volta nella sua storia.

## Formula
Il torneo si dipanava su un turno preliminare e su sei turni tutti disputati su gare di sola andata; la finale in gara unica in campo neutro unica a Tallinn.
Le squadre di Meistriliiga 2007 entrarono tutte in scena dal primo turno, a parte TVMK e Tulevik Viljandi che disputarono il turno preliminare.

## Turno Preliminare
Le partite furono disputate tra l'11 e il 25 luglio.
| Squadra 1        | Risultato | Squadra 2       |
| ---------------- | --------- | --------------- |
| 11 luglio 2007   |           |                 |
| Ajax Lasnamäe II | 1 – 3     | TVMK Tallinn    |
| 18 luglio 2007   |           |                 |
| Kaitseliit/Kalev | 4 – 3     | Elva 2          |
| 24 luglio 2007   |           |                 |
| Tartu Välk 494   | 5 – 2     | Tartu FC Metec  |
| Olympic Tallinn  | 0 – 1     | Quattromed      |
| Tulevik Viljandi | 3 – 1     | Atletik Tallinn |
| 25 luglio 2007   |           |                 |
| Kalev Tallinn II | 0 – 6     | Ararat Tallinn  |
| Tabasalu         | 2 – 1     | Järva-Jaani     |

## Primo turno
Le partite furono disputate tra il 7 e il 29 agosto 2007.
| Squadra 1            | Risultato   | Squadra 2               |
| -------------------- | ----------- | ----------------------- |
| 7 agosto 2007        |             |                         |
| Saue Laagri          | 0 – 4       | Kuressaare              |
| Kalju Nõmme II       | 4 – 2       | Soccernet               |
| HÜJK Emmaste         | 4 – 1       | Eston Villa             |
| Enter Tallinn        | 6 – 1       | Tapa Virumaa            |
| Warrior Valga 2      | 1 – 2       | Ganvix Türi             |
| Ajax Lasnamäe        | 9 – 1       | Pärnu WC Guwalda        |
| Atli Rapla           | 1 – 0       | Kaitseliit/Kalev        |
| Võru                 | 3 – 7       | Lootos Põlva            |
| Toompea 1994         | 0 – 5       | Kohila JK Püsivus       |
| 8 agosto 2007        |             |                         |
| TVMK Tallinn         | 2 – 1       | Ararat Tallinn          |
| 9 agosto 2007        |             |                         |
| Kristiine            | 0 – 3       | Elva                    |
| Flora Tallinn II     | 9 – 0       | Trummi                  |
| Hansa United         | 0 – 6       | Haiba                   |
| Trans Narva 2        | 6 – 1       | Virumaa Rakvere         |
| Tartu Välk 494       | 7 – 1       | Jalgpallihaigla         |
| Rada Kuusalu         | 3 – 5 (dts) | Tulevik Viljandi 2      |
| Kalju Nõmme          | 3 – 2 (dts) | Kalev Sillamäe          |
| Eurouniv Tallinn     | 0 – 5       | Irbis Kiviõli           |
| 14 agosto 2007       |             |                         |
| Quattromed           | 0 – 8       | Flora Tallinn           |
| Otepää               | 1 – 2       | Maag Tammeka Tartu 3    |
| Trans Narva          | 14 – 0      | Ühinenud Depood Tallinn |
| Paide FC Flora       | 2 – 4       | Vaprus Pärnu            |
| Piraaja Tallinn      | 1 – 6       | Tulevik Viljandi        |
| Tallinna FC EBS Team | 2 – 1       | Kehra JK Tempori        |
| 15 agosto 2007       |             |                         |
| Maardu Esteve        | 8 – 0       | Tallinn United          |
| Tabasalu             | 7 – 1       | Reaal Tallinn           |
| Tallinna Operi       | 0 – 3       | Maag Tammeka Tartu      |
| FC Lelle             | 1 – 3       | Warrior Valga           |
| 23 agosto 2007       |             |                         |
| Twister              | 0 – 5       | Sport Tallinn           |
| Klooga               | 1 – 17      | Maag Tammeka Tartu 2    |
| 28 agosto 2007       |             |                         |
| Levadia Tallinn      | 11 – 0      | Tallinna FC Anzi        |
| 29 agosto 2007       |             |                         |
| Tartu JK Rock&Roll   | 0 – 6       | Kalev Tallinn           |

## Sedicesimi di finale
Le partite furono disputate tra il 4 settembre e il 24 ottobre 2007.
| Squadra 1            | Risultato             | Squadra 2            |
| -------------------- | --------------------- | -------------------- |
| 4 settembre 2007     |                       |                      |
| Tallinna FC EBS Team | 0 – 4                 | Tabasalu             |
| 5 settembre 2007     |                       |                      |
| Levadia Tallinn      | 6 – 0                 | Warrior Valga        |
| Atli Rapla           | 0 – 1                 | Maag Tammeka Tartu 2 |
| HÜJK Emmaste         | 2 – 3 (dts)           | Maardu Esteve        |
| 6 settembre 2007     |                       |                      |
| Irbis Kiviõli        | 0 – 2                 | TVMK Tallinn         |
| Kohila JK Püsivus    | 1 – 4                 | Tulevik Viljandi 2   |
| Kuressaare           | 0 – 5                 | Trans Narva          |
| Tartu Välk 494       | 8 – 1                 | Lootos Põlva         |
| 11 settembre 2007    |                       |                      |
| Trans Narva 2        | 1 – 1 (dts) (5-4 dcr) | Ajax Lasnamäe        |
| Kalju Nõmme II       | 2 – 3                 | Elva                 |
| 13 settembre 2007    |                       |                      |
| Ganvix Türi          | 3 – 1                 | Enter Tallinn        |
| 18 settembre 2007    |                       |                      |
| Maag Tammeka Tartu 3 | 7 – 0                 | Haiba                |
| 25 settembre 2007    |                       |                      |
| Tulevik Viljandi     | 1 – 2                 | Kalev Tallinn        |
| Sport Tallinn        | 0 – 10                | Flora Tallinn        |
| 26 settembre 2007    |                       |                      |
| Maag Tammeka Tartu   | 2 – 2 (3-2 dcr)       | Kalju Nõmme          |
| 24 ottobre 2007      |                       |                      |
| Vaprus Pärnu         | 1 – 3                 | Flora Tallinn II     |

## Ottavi di finale
Le gare furono disputate tra il 30 ottobre e il 7 novembre 2007.
| Squadra 1            | Risultato | Squadra 2            |
| -------------------- | --------- | -------------------- |
| 30 ottobre 2007      |           |                      |
| Flora Tallinn        | 6 – 0     | Tabasalu             |
| Levadia Tallinn      | 4 – 1     | Maag Tammeka Tartu 3 |
| Kalev Tallinn        | 1 – 0     | Trans Narva 2        |
| TVMK Tallinn         | 1 – 3     | Maag Tammeka Tartu   |
| 31 ottobre 2007      |           |                      |
| Trans Narva          | 9 – 1     | Maardu Esteve        |
| Tartu Välk 494       | 3 – 1     | Tulevik Viljandi     |
| 1º novembre 2007     |           |                      |
| Maag Tammeka Tartu 2 | 4 – 0     | Ganvix Türi          |
| 7 novembre 2007      |           |                      |
| Elva                 | 1 – 8     | Flora Tallinn II     |

## Quarti di finale
Le gare furono disputate il 15 e il 16 aprile 2008. Il Tartu Välk 494 cambiò nome in Santos.
| Squadra 1            | Risultato | Squadra 2          |
| -------------------- | --------- | ------------------ |
| 15 aprile 2008       |           |                    |
| Levadia Tallinn      | 3 – 1     | Trans Narva        |
| 16 aprile 2008       |           |                    |
| Maag Tammeka Tartu 2 | 1 – 4     | Flora Tallinn      |
| Kalev Tallinn        | 1 – 3     | Flora Tallinn II   |
| Santos Tartu         | 0 – 3     | Maag Tammeka Tartu |

## Semifinali
Le gare furono disputate il 1º maggio 2008.
| Squadra 1        | Risultato       | Squadra 2          |
| ---------------- | --------------- | ------------------ |
| Flora Tallinn    | 1 – 1 (4-1 dcr) | Levadia Tallinn    |
| Flora Tallinn II | 0 – 3           | Maag Tammeka Tartu |

## Finale
| Squadra 1     | Risultato | Squadra 2          |
| ------------- | --------- | ------------------ |
| Flora Tallinn | 3 – 1     | Maag Tammeka Tartu |

| Tallinn 15 maggio 2008                                                              | Flora Tallinn | 3 – 1              | Maag Tammeka Tartu | Kadriorg Stadium (500 spett.) |
| \| \| \| \| \| Post 1’ Hakola 47’ (rig.), 64’ \| Marcatori \| 72’ (rig.) Ossipov \| |               |                    |                    |                               |
|                                                                                     |               |                    |                    |                               |
| Post 1’ Hakola 47’ (rig.), 64’                                                      | Marcatori     | 72’ (rig.) Ossipov |                    |                               |